# Agora Curta
Agora Curta foi um programa de televisão exibido na Globo Nordeste desde 2008 e apresentado por Hermila Guedes. Foi ao ar aos domingos, logo após o programa Lance Final, e era voltado para o mercado cinematográfico pernambucano, sendo o único programa local do gênero.
O programa, de 25 minutos, era dividido em dois blocos. No primeiro foi exibida uma entrevista com o diretor do curta-metragem apresentado, e no segundo, o filme foi exibido e, devido ao pouco tempo de exibição do programa, era muitas vezes editado. Devido ao teor de alguns filmes, a classificação indicativa do programa foi de 16 anos.
Alguns curtas exibidos no programa foram O Mundo é uma Cabeça, The Last Not Com, Vinil Verde e Simião Martiniano - O Camelô do Cinema.